# Марія Гаглунд
Марія Гаглунд  (швед. Maria Haglund, 6 травня 1972) — шведська веслувальниця, олімпійська медалістка.

## Виступи на Олімпіадах
| Олімпіада      | Дисципліна                    | Місце |
| -------------- | ----------------------------- | ----- |
| Барселона 1992 | байдарка-четвірка, 500 метрів | 3     |

## Зовнішні посилання
- Досьє на sport.references.com [Архівовано 12 жовтня 2012 у Wayback Machine.]